# Cesare Mori
Cesare Mori zwany Żelaznym Prefektem (ur. 1872 w Pawii, zm. 1942 w Udine) – włoski policjant, prefekt prowincji Sycylia od 1925 do 1929 roku.
W 1977 roku włoski reżyser Pasquale Squitieri nakręcił dramat kryminalny o jego walce z mafią sycylijską pt. Żelazny prefekt. W rolę Cesarego Mori wcielił się Giuliano Gemma.

## Życiorys
Mori urodził się w 1872 roku. Pracował jako policjant. W październiku 1925 roku został mianowany przez Benito Mussoliniego prefektem Sycylii, po tym, jak poprzedni urzędnicy wysłani do tej prowincji zostali zabici przez mafię. Mussolini polecił Moriemu zlikwidować mafię przy użyciu wszelkich dostępnych metod, zwalczyć „ogniem i żelazem”. Ponieważ włoska administracja nie miała przewagi siły nad mafią, Mori zdecydował się zamiast akcji policyjnej na przeprowadzenie pacyfikacji prowincji.
Jedną z pierwszych akcji podjętych przez Moriego było oblężenie Gangi, które przeprowadzono w początkach stycznia 1926 roku. W ramach akcji okrążono miasto, odcinając wszelkie drogi ucieczki, następnie oddziały policyjne zaczęły przeszukiwanie miasta i aresztowanie wszystkich podejrzanych o działalność mafijną oraz niszczenie ich majątków. Znane są informacje potwierdzające wykorzystywanie miejscowych kobiet i zajmowanie domów gangsterów przez policjantów.
Po pacyfikacji Gangi nastąpiły kolejne akcje o podobnym charakterze. W maju tego samego roku Mori wymusił na zarządcach majątków ziemskich przysięgę lojalności względem państwa i zerwania związków z mafią. Akcja spowodowała odebranie mafii znaczącej części dochodów, jaką były haracze ściągane za pośrednictwem zarządców z właścicieli ziemskich. Dzięki działaniom wymierzonym w zarządców, Mori pozyskał do współpracy posiadaczy ziemskich, którzy uznali państwo za lepszego gwaranta spokoju społecznego niż mafia.
Łącznie w okresie swojej działalności Mori aresztował na Sycylii 11 000 ludzi, ale ze względu na charakter rozpoczętej przez niego ofensywy część aresztowanych nie była powiązana z mafią. Mori aprobował aresztowania na podstawie wątpliwych dowodów lub poszlak, wykorzystał także antymafijną ofensywę do likwidacji przeciwników politycznych partii faszystowskiej, a także części osobistych rywali.
W ramach swojej działalności Mori naraził się części działaczy faszystowskich, kiedy zaczął niektórym z nich udowadniać związki z mafią. Faszystowski dziennikarz Alfred Cucco rozpoczął wówczas skierowaną przeciw Moriemu kampanię, oskarżał go m.in. o nadmierne stosowanie przemocy i przymusu oraz aresztowanie przypadkowych, praworządnych ludzi. Mori upublicznił wówczas dowody na powiązania Cucco z członkami mafii.
Mori został przez Mussoliniego odwołany ze stanowiska w 1929 roku i został mianowany senatorem. Dyktator docenił jego działalność na Sycylii na tyle, że uznał mafię za zlikwidowaną. Rezultatem tej decyzji było zmniejszenie państwowej presji na zorganizowaną przestępczość, która zachęciła część gangsterów do powrotu z USA, do których uciekli w okresie działalności Moriego. Dodatkowo w 1932 roku Mussolini amnestionował część członków mafii w przekonaniu, że nie są oni w stanie odbudować swojej działalności.
W latach 30. Mori napisał dwie książki, które poświęcił opisowi swoich metod działania na Sycylii i usprawiedliwieniu ich zastosowania.
Zmarł w 1942 roku.